# Prințul Leopold, Duce de Brabant
Prințul Leopold al Belgiei, Duce de Brabant, Conte de Hainault (12 iunie 1859 – 22 ianuarie 1869), a fost al doilea copil și singurul fiu și moștenitor al regelui Leopold al II-lea al Belgiei și a soției lui, Arhiducesa Marie Henriette de Austria.
Leopold a fost numit după bunicul său și după verii tatălui său Prințul Ferdinand de Saxa-Coburg și Gotha, regina Victoria a Regatului Unit și Prințul Albert, Prinț Consort.

## Date biografice
La naștere, Leopold a fost numit Conte de Hainaut, fiind cel mai mare fiu al regelui și prințul moștenitor. În momentul nașterii sale, bunicul său, Leopold I al Belgiei, era rege al Belgiei.

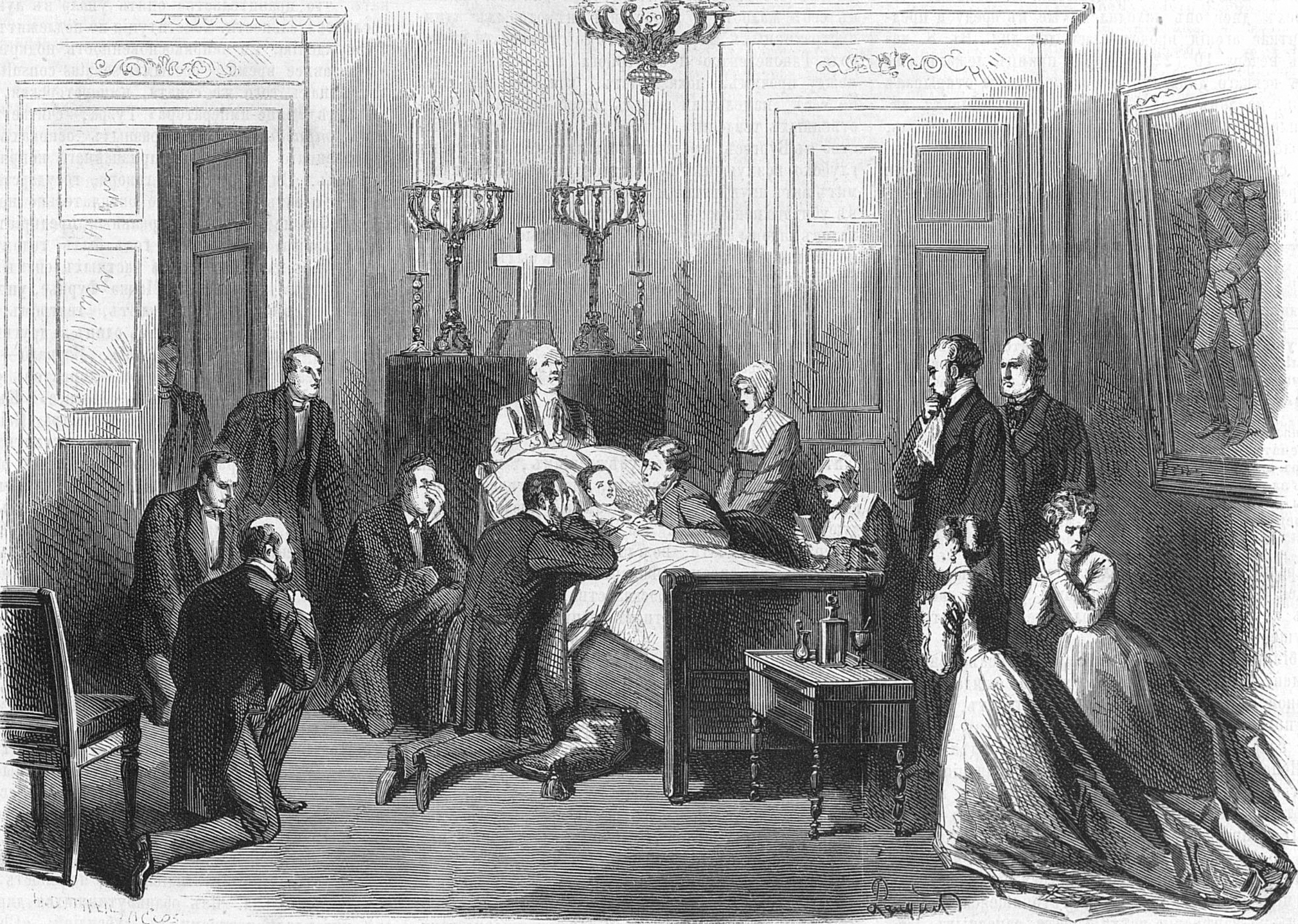
Decesul prințului Leopold

Leopold a fost precedat de sora sa, Louise-Marie, și urmat de alte două surori, Stéphanie și Clémentine, care s-a născut după decesul lui Leopold, în speranța părinților că vor mai avea un fiu.
După decesul bunicului său și după ce tatăl său a devenit rege, în 1865, tânărul Leopold a devenit Duce de Brabant, titlu acordat moștenitorilor la tronul Belgiei. 
Leopold a murit la Laeken sau Bruxelles la 22 ianuarie 1869 de pneumonie, după ce a căzut în lac. Moartea prematură a lui Leopold l-a lăsat pe tatăl lui cu două fiice. După nașterea a încă unei fiice în 1872, cuplul a abandonat toate speranțele să mai aibă un fiu. Regele Leopold al II-lea a fost succedat de nepotul său, Albert.